# 三穂田町富岡
三穂田町富岡（みほたまち とみおか）は、福島県郡山市の大字である。郵便番号は963-0125。

## 地理
郡山市南西部の行政区である三穂田町に属する。北で逢瀬町多田野、三穂田町山口、三穂田町八幡、東で三穂田町駒屋、南東で三穂田町鍋山、南で須賀川市今泉、三穂田町下守屋、須賀川市守屋、南西で須賀川市滝、西で湖南町中野、北西で湖南町舟津とそれぞれ隣接する。概ね市町村制施行以前の安積郡富岡村の流れを汲む地域である。一級水系阿武隈川水系笹原川上流域とその左岸支流である川底川右岸流域を主な範囲とする。東端部の平野部には水田が広がり、東西に横断する福島県道47号郡山長沼線の沿いにかつての三和村中心部であった集落が位置する。中央部から西部にかけて域内の大半を山林が占めている。三穂田町富岡に所在する郡山警察署三穂田駐在所、および大槻町に所在する郡山消防署大槻基幹分署がそれぞれ管轄にあたる。

### 主な字
字
- 鹿ノ崎
- 蟹内
- 笠田
- 台畑
- 鍜治田
- 頓学
- 台田
- 田宿下
- 台東
- 上臍川
- 春日

- 光西寺
- 下茂内
- 本郷
- 一本杉
- 柿ノ口
- 吉室内
- 首尾内
- 田楽内
- 寺西
- 鯨
- 佐矢田

- 北鍜治内
- 南鍜治内
- 山寺
- 堰ノ上
- 腰巻
- 住ノ内
- 白山
- 南森
- 小林
- 道銘
- 中屋敷

- 水神
- 田中
- 藤沼
- 蒲沢
- 宝殿石
- 新六銅屋
- 北山居
- 金比羅
- 武士沢
- 五方目木
- 栗林

- 阿弥陀
- 築舘
- 風札
- 西原
- 右エ門五郎内
- 川底
- 大沢原
- 川底原
- 北坊ノ坦
- 南坊ノ坦
- 三本木原

### 山岳
- 妙見山
- 高旗山

### 河川・湖沼
一級水系阿武隈川水系
- 笹原川
  - 川底川
  - 白山川
    - 薬師川

  - 高旗川

## 歴史
- 1879年1月27日 - 旧二本松藩領富岡村が福島県内における郡区町村制の施行により安積郡の村となる。
- 1889年4月1日 - 町村制の施行により富岡村と下守屋村、鍋山村との合併により安積郡三和村が発足する。旧富岡村域は三和村の大字となる。
- 1955年3月10日 - 穂積村、安積町大字川田との合併により三穂田村が発足し、三穂田村の大字となる。
- 1965年5月1日 - 三穂田村が郡山市、安積郡全町村および田村郡田村町と合併し新たな郡山市が設立され、郡山市の大字となる。

## 世帯数と人口
2024年1月1日現在の世帯数と人口は以下の通りである。
| 大字         | 世帯数  | 人口  |
| ------------ | ------- | ----- |
| 三穂田町富岡 | 307世帯 | 771人 |

## 小・中学校の学区
市立小・中学校に通う場合、学区は以下の通りとなる。
| 番地 | 小学校             | 中学校               |
| ---- | ------------------ | -------------------- |
| 全域 | 郡山市立三和小学校 | 郡山市立三穂田中学校 |

## 交通

### 道路
- 福島県道29号長沼喜久田線
- 福島県道47号郡山長沼線
- 福島県道294号三穂田須賀川線
- 一級市道72号三穂田熱海線
- 二級市道111号八幡富岡線

## 施設等
- 郡山市立三和小学校
- 郡山市立三保田中学校
- 郡山市三穂田行政センター
- 三和郵便局
- 西光寺
- 宇奈己呂和氣神社 奥宮